# Dendronephthya minima
Dendronephthya minima is een zachte koraalsoort uit de familie Nephtheidae. De koraalsoort komt uit het geslacht Dendronephthya. Dendronephthya minima werd in 1966 voor het eerst wetenschappelijk beschreven door Verseveldt. 